# Mehad
 (septembre 2024).
Si vous disposez d'ouvrages ou d'articles de référence ou si vous connaissez des sites web de qualité traitant du thème abordé ici, merci de compléter l'article en donnant les références utiles à sa vérifiabilité et en les liant à la section « Notes et références ».
Mehad est une ONG française de santé et de solidarité internationale qui intervient depuis 2011 en Syrie et depuis 2022 en Ukraine. Elle étend également ses actions dans la région du Proche et Moyen-Orient, avec notamment, en 2024, le lancement d’un programme en Palestine et un projet d’intervention au Yémen.
Née en 2011 de la volonté d’un groupe de médecins de répondre à l’urgence d’apporter des soins de santé aux populations touchées par la guerre en Syrie ainsi que dans les pays limitrophes, Mehad s’engage et alerte sur l’urgence de bâtir, avec les acteurs locaux, des systèmes de santé durables, garants de développement pérenne en faveur des populations. Mehad fonctionne grâce à l’engagement de 880 professionnels de santé syriens, ukrainiens et internationaux, mobilisés depuis la France et le reste du monde.

## Histoire
Opérant initialement sous la bannière de l’AAVS (Association d'Aide aux Victimes en Syrie) et plus tard sous celle de l’UOSSM France (Union des Organisations de Secours et Soins Médicaux), l'ONG change de nom en 2022, devenant Mehad — en arabe, cela signifie « berceaux ». « Mehad » est aussi l'acronyme de Medical healthcare action for development (Action Médicale pour le Développement).
Depuis novembre 2023, l'ONG est dirigée par Mego Terzian, médecin pédiatre ayant travaillé dans l'humanitaire.
Au début de la guerre menée par Israël dans la bande de Gaza, en novembre 2023, l'ONG n'obtient pas les autorisations pour entrer sur place.

## Missions internationales / Activités médicales
Mehad s’engage dans une approche de co-construction avec les acteurs locaux pour garantir des soins de qualité et un développement social à long terme pour les populations vulnérables. En Syrie, elle a mis en place des centres de santé primaire, secondaire et tertiaire, ainsi que des centres de dialyse, de traitement de la thalassémie, dentaires et de maternité. Elle se concentre dans les zones du nord-est et du nord-ouest de la Syrie, où la gravité des besoins sanitaires est la plus élevée en collaboration avec les acteurs locaux pour répondre aux besoins des populations.[réf. nécessaire]
Mehad opère trois centres de formation à Lviv, Kharkiv et Odessa, soutenus par les autorités locales, et qui proposent des sessions de premiers secours, de médecine de guerre, d’obstétrique d’urgence, protection contre les armes chimiques. Mehad a également lancé un projet de réhabilitation des victimes de guerre à Kiev et Vinnytsia, offrant un soutien sur le plan de la récupération physique, mais aussi sur le volet psycho-social, pour les aider et améliorer leur qualité de vie.[réf. nécessaire]
En mai 2024, Mehad a organisé une mission sur l’échographie d’urgence en partenariat avec le ministère de la Santé palestinien.